# 아이클라우드

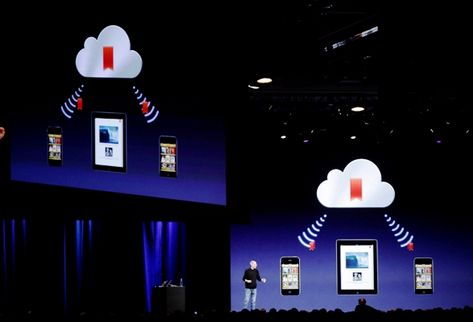

iCloud(한국어: 아이클라우드, 이전 이름: iTools, .Mac, 모바일미)는 애플에서 제공하는 클라우드 컴퓨팅 서비스이다. 2011년 6월 6일 애플 세계 개발자 회의 (WWDC)에서 처음 공개하여 2011년 10월 12일 정식 서비스를 시작했다. 구매한 응용 프로그램이나 음악 파일등을 아이폰, 아이팟, 아이패드나, macOS, 마이크로소프트 윈도우 운영체제의 컴퓨터 등의 다수의 장비에 다운로드 하며 공유할 수 있다. 이는 또한 기존의 모바일미 서비스를 대체하며 이메일, 연락처, 캘린더, 북마크, 노트, 미리 알림 등의 데이터를 동기화한다. 모바일미의 기존 서비스중 iWeb, 모바일미 갤러리, iDisk를 제외한 기능이 iCloud에서도 계속 서비스된다.
현재 사용자의 iCloud 데이터는 미국 노스캐롤라이나주의 Maiden에 있는 데이터 센터에 보관된다.

## 역사
아이클라우드는 애플의 최근의 클라우드 서비스 브랜드명이다. 이 서비스는 과거 2000년에 iTools, 2002년에 .Mac, 2008년에 모바일 미라는 브랜드명으로 서비스 된 적이 있다. 애플 지원 페이지에 의하면, 모바일미 서비스는 기존 유료고객의 연장된 만료 기한인 2012년 6월 30일 이후 중단될 예정이라고 밝혔다. 2011년 10월 12일, iOS 5의 공개와 함께 개발자 테스트를 끝내고 정식 서비스를 시작하였다.

## 용량
아이클라우드는 기본적으로 5GB의 저장공간을 제공하고 있다. 클라우드의 용량이 부족할 경우 추가적으로 용량을 구매할 수 있다. 이전에는 10GB, 20GB, 50GB 로 용량을 업그레이드 할 수 있었고 각각 1년에 $20, $40, $100를 지불해야 했었다. iOS 8 출시이후 20GB, 200GB, 500GB, 1TB 로 용량이 늘어났으며, 이전과 다르게 매달 지불하는 방식으로 각각 $0.99, $3.99, $9.99, $19.99였다. 2015년 9월 9일 애플 행사에서 아이클라우드의 가격을 내린다고 공표한 이후, 당월 16일부터 50GB, 200GB, 1TB를 제공하고 각각 $0.99, $2.99, $9.99로 변경되었다. 아이클라우드에 저장하는 프로그램 중 응용 프로그램, 책, 사진 스트림 등은 저장용량의 카운트에서 제외하며, 단, 아이클라우드 드라이브로 업그레이드 하여 아이클라우드 드라이브를 지원하는 앱에서 데이터를 저장하거나, 사진 스트림을 아이클라우드 사진 보관함으로 바꾸었을 경우 저장용량에서 카운트된다.

## 기능
이 클라우드 컴퓨팅 기반 서비스는 사용자의 음악, 사진, 응용 프로그램, 문서, 책, 연락처는 물론 애플의 이메일 서버와 캘린더를 서버에 저장할 수 있도록 한다. 구매한 모든 응용 프로그램 들은 자동으로 사용자의 다른 기기에 다운로드한다. 만약 사용자가 새로운 기기를 등록할 경우, 모든 사용자의 컨텐츠는 새로운 장비로 자동으로 다운로드 된다. iOS 8 이상의 기기를 사용하는 경우, 기존 클라우딩 서비스처럼 모든 사용자 파일을 저장할 수 있는 아이클라우드 드라이브를 사용할 수 있다.

### 사진 스트림
아이폰 등의 iOS장비에서 사진을 찍으면 Wi-Fi네트워크나 이더넷으로 사용자의 다른 iOS장비나 맥 OS X의 iPhoto나 마이크로소프트 윈도우의 포토 갤러리로 사진의 사본을 보내어 실시간으로 사진을 동기화한다. 단 동기화되는 사진은 최근 1,000 장으로 제한되며, 아이클라우드 용량에 제한받지 않는다.

#### 아이클라우드 사진 보관함
아이클라우드 사진 보관함은 iOS 8.1부터 지원하여 iOS 8.2부터 '베타'라는 이름을 지우고 서비스를 시작했다. 이 기능은 기존 사진 스트림 서비스를 대체한다. 사용자가 설정에서 아이클라우드 사진 보관함으로 대체했을 경우, iOS 기기의 저장된 사진 및 동영상을 아이클라우드에 저장하고, 각 iOS 기기의 해상도에 맞추어 재다운로드 하는 방식으로, 사용자의 iOS기기의 사진 및 동영상의 용량을 줄여준다. 단, 사진 스트림과 다르게 아이클라우드 용량을 사용한다. 또한 아이클라우드 홈페이지 서비스에서 사진을 저장했을 때 역시 각 iOS 기기의 해상도에 맞추어 파일을 다운로드 한다.

### 클라우드 문서
하나 이상의 기기에 똑같은 앱이 있다면, 아이클라우드가 사용하는 모든 기기에 문서를 최신 상태로 자동으로 업데이트하며 애플의 iWork 응용 프로그램은 물론 서드파티 응용 프로그램과도 호환된다. 아이클라우드 드라이브를 지원하는 서드파티 응용 프로그램의 경우 다른 서드파티 앱에서도 파일 열기 기능을 이용하여 파일을 열람할 수 있다.

#### iWork for iCloud
2013년 7월 19일부터 베타버전으로 지원하여 2015년 9월에 정식으로 아이클라우드 웹 앱에서 서비스를 시작했다. 애플의 워드프로세서 Pages, 스프레드시트 프로그램인 Numbers, 프리젠테이션 프로그램인 Keynote를 간단하게 작성해보거나, 맥이나 iOS 기기에서 만든 파일을 미리보고 수정할 수 있다. 단, 일부 효과만 지원한다.

### 백업
구입한 음악이나 앱, 다운로드한 책, 카메라 롤의 사진과 동영상, 기기 환경설정, 앱의 데이터, 홈스크린과 아이콘 배열, 문자메시지 등을 클라우드 서버에 백업하며 사용하는 기기를 Wi-Fi에 연결하면 무선으로 복원할 수 있다. 단, 앱의 경우 복원되는 것은 각 앱에서 실행한 내용을 복원하며, 앱은 앱스토어에서 자동 다운로드 한다.

### 연락처, 캘린더, 메일
아이클라우드 서비스의 설정을 완료하면 "@icloud.com" 주소의 이메일 계정을 새롭게 부여받을 수 있다. 캘린더와 연락처의 변동 사항도 Wi-Fi 네트워크에 연결시 자동으로 업데이트한다.

### 아이클라우드 키체인
아이클라우드 사용자가 사파리앱으로 특정사이트에 처음 로그인 할 때, 아이클라우드는 ID와 비밀번호를 저장해 두고 다음에 사이트 로그인 시 터치 키패드를 이용하지 않고 자동으로 로그인 할 지 묻는다. 사용자가 동의하면, 사용자는 다시 특정사이트에서 로그인 할 때 터치 키보드의 '암호 자동 완성'을 터치하여 간편로그인을 할 수 있다. 아이클라우드 키체인으로 저장되는 ID와 비밀번호는 256비트 AES 암호화 된다.

### 나의 iPhone(iPad, iPod)찾기
사용자가 iOS 기기를 분실하였을 때, 이 기능을 이용하여 사용자의 iOS 기기를 찾을 수 있다. 사용자의 iOS 기기가 무선으로 연결되어 있을 때, 그 기기의 위치를 파악할 수 있다. 단, 대한민국에서는 위치 조회기능을 지원하지 않는다. 나의 iPhone 찾기 서비스에서 다음 3가지를 이용할 수 있다. 사운드 재생으로 사용자의 iOS 기기에 최대 음량으로 사운드를 재생한다. 기기가 잠금되어 있는 경우, 잠금 해제가 될 때까지 사운드를 재생한다. 분실 모드를 선택하면, 선택한 기기는 분실 모드가 되고, 원격으로 기기의 데이터 삭제를 수행해도 분실 모드는 해제되지 않는다. iPhone 지우기또는 iPad, iPod 지우기는 사용자의 기기의 데이터를 모두 삭제한다. 데이터를 원격으로 삭제할 경우 사용자의 위치는 찾을 수 없게된다.
한편 나의 iPhone 찾기가 켜진 상태에서 기기를 강제로 공장초기화를 하거나 데이터 원격삭제를 시행하게 되면, 이전 사용자의 계정정보를 입력하지 않는 한 기기를 사용할 수 없는 '활성화 잠금' 기능이 작동한다.

### 아이튠즈에서 아이클라우드

#### 구매목록
- 이전에 구매했던 응용 프로그램이나 음악 목록, 책 구매목록을 제공하며 사용자의 컴퓨터나 iOS 장비로 다시 다운받을 수 있도록 한다.

#### 자동 다운로드
- 사용자의 장비 또는 컴퓨터에서 응용 프로그램이나 음악, 책 등을 구매하면 사용자의 다른 컴퓨터, iOS 장비로 복사본을 다운로드한다. 이 기능은 기기별로 켜고 끌 수 있다.

### iTunes Match
아이튠즈 스토어에서 구매한 음악이 아니더라도 아이튠즈 스토어에 있는 곡과 매치시켜 더 높은 음질의 음악을 아이클라우드 데이터 서버에 업로드 하고 어디서나 스트리밍으로 들을 수 있다. 하지만 1년에 $24.99를 지불하여야 하는 유료 서비스이다.

## 아이클라우드 웹
아이클라우드 웹에서는 기존 iOS 기기에서 설정할 수 있던 아이클라우드 서비스를 포함, 간단한 문서 작성을 할 수 있는 iWorks를 이용할 수 있다.